# Lac-Normand
Pour les articles homonymes, voir Lac Normand.
Lac-Normand est un territoire non organisé situé dans la municipalité régionale de comté de Mékinac, dans la région administrative de la Mauricie, au Québec. La majeure partie du territoire est dans la réserve faunique du Saint-Maurice.

## Toponymie
Comme beaucoup de territoires non-organisés du Québec, Lac-Normand fait référence à un élément hydrographique situé sur son territoire. Le lac Normand est un lac situé au nord-ouest de la réserve faunique du Saint-Maurice. C'est d'ailleurs sur ce lac qu'est situé le plus important camping de la réserve. Le toponyme du lac commémore Louis-Philippe Normand (1863-1928), médecin et politicien, il fut maire de Trois-Rivières, et le premier francophone président du Conseil médical du Canada.

## Géographie
Le territoire non-organisé de Lac-Normand est d'une superficie de 2 038,04 km2. Il est situé à 55 km au nord de Shawinigan et à 70 km au sud de La Tuque, dans la région de la Mauricie et la municipalité régionale de comté de Mékinac. Il partage son territoire avec les villes de La Tuque et Shawinigan, les municipalités de Trois-Rives et de Saint-Alexis-des-Monts et les territoires non-organisés de Rivière-de-la-Savane et de Baie-Obaoca.

## Topographie
Le territoire du Lac-Normand est entièrement compris dans les Laurentides. Le roc est recouvert de dépôt glaciaire sur une grande partie du territoire. Ce territoire épouse la forme d'une haute botte inclinée à 45 degrés vers l'ouest, dont le talon pointe vers le sud et le bout du pied vers l'est.
La totalité du territoire est drainée par le bassin du Saint-Maurice, qui marque d'ailleurs la limite est du territoire. Les autres rivières drainant le territoire sont les rivières Matawin, Wessonneau, Livernois et Vermillion. Le territoire est aussi parsemé de nombreux lacs.

## Démographie
| 1991 | 1996 | 2001 | 2006 | 2011 | 2016 | 2021 |
| ---- | ---- | ---- | ---- | ---- | ---- | ---- |
| 0    | 1    | 0    | 5    | 5    | 5    | 10   |